# Wilhelm Gärtner (Lehrer)
Wilhelm Gärtner (* 1. September 1885 in Johannestal bei Reichenberg, Böhmen; † 27. Juni 1952 in Linz) war ein österreichischer Gymnasiallehrer, Volksbildner und Heimatforscher.

## Leben
Wilhelm Gärtner besuchte das humanistische Gymnasium in Reichenberg und studierte 1904 bis 1909 an den Universitäten Prag und Zürich. Er legte die Lehramtsprüfung für Deutsch, Latein und Griechisch ab und wurde 1910 promoviert. Von 1909 bis 1916 unterrichtete er am Gymnasium in Ried im Innkreis, hier war u. a. Walter Hahland sein Schüler, anschließend wechselte er an das Gymnasium an der Spittelwiese in Linz, 1919 an das Realgymnasium Linz. Er engagierte sich in der Volksbildung und begründete den „Landesverband zur Förderung der Volksbildung in Oberösterreich“. Als mit Erlass vom 30. Juli 1919 der Leiter des Unterrichtsamtes Otto Glöckel „Landesreferenten für das Volksbildungswesen“ einführte, wurden 1920 Gärtner und Adalbert Depiny als solche bestellt. Ab 1924 füllte Depiny diese Aufgabe alleine aus. Gärtner und Depiny waren wesentlich am Ausbau des Volksbildungswesens beteiligt und beide waren zusätzlich bedeutende Heimatforscher und Volkstumspfleger. 1935 wurde er aufgrund seiner Unterstützung von nationalsozialistischen Umtrieben ein Semester nach Gmunden versetzt. Nach dem Anschluss Österreichs 1938 wurde er Direktor des Gymnasiums und trat 1941 in die NSDAP ein. 1945 wurde er daher aus dem Schuldienst entlassen.